# 旧埃格利斯
旧埃格利斯（法語：Vieille-Église）是法国北部-加来海峡大区加来海峡省的一个市镇，属于圣奥梅尔区欧德吕克县。该市镇2009年时的人口为1,382人。

## 人口
旧埃格利斯人口变化图示
| 数据来源：INSEE |